# Morris K. Jessup

Morris K. Jessup vào khoảng năm 1955

Morris Ketchum Jessup (2 tháng 3 năm 1900 – 20 tháng 4 năm 1959), có bằng Thạc sĩ Khoa học thiên văn và, mặc dù phần lớn đời ông chỉ là một nhân viên bán phụ tùng ô tô và một nhiếp ảnh gia, có lẽ được nhớ đến nhiều nhất qua các bài viết của ông về UFO.

## Thuở hàn vi
Sinh ra ở gần Rockville, Indiana, Jessup lớn lên với sở thích về thiên văn học. Ông có bằng cử nhân khoa học về thiên văn học tại Đại học Michigan ở Ann Arbor, Michigan vào năm 1925 và, khi làm việc tại Đài thiên văn Lamont-Hussey, đã nhận bằng thạc sĩ khoa học vào năm 1926. Mặc dù ông bắt đầu làm việc với bằng tiến sĩ về vật lý thiên văn, ông đã kết thúc công việc luận văn của mình vào năm 1931 và không bao giờ kiếm được bằng cấp cao hơn. Tuy nhiên, đôi khi ông được gọi là "Tiến sĩ Jessup." Rõ ràng là ông đã bỏ dở sự nghiệp và nghiên cứu về thiên văn học và làm việc suốt đời qua nhiều công việc không liên quan đến khoa học, mặc dù đôi khi ông được mô tả nhầm là giảng viên về thiên văn học và toán học tại Đại học Michigan và Đại học Drake.

## Sự nghiệp
Jessup từng được giới nghiên cứu UFO xưng tụng là "có lẽ là người nêu giả thuyết ngoài Trái Đất nguyên thủy nhất trong những năm 1950", và người ta nói rằng ông được "giáo dục về thiên văn học và khảo cổ học và có kinh nghiệm làm việc trong cả hai lĩnh vực này." Bằng chứng thực tế về nền tảng giáo dục liên quan đến khảo cổ học hoặc công việc khảo cổ học không có trong sơ yếu lý lịch của Jessup, nhưng Jerome Clark kể lại rằng Jessup từng tham gia vào các cuộc thám hiểm khảo cổ đến Yucatan và Peru trong những năm 1920. Jessup đã ghi chép lại một chuyến thám hiểm tới Cuzco mà ông tham gia trong suốt năm 1930.
Jessup đã đạt được một số tiếng tăm với cuốn sách năm 1955 có tựa đề The Case for the UFO, trong đó ông cho rằng các vật thể bay không xác định (UFO) đại diện cho một chủ đề bí ẩn đáng để nghiên cứu thêm. Jessup đã suy đoán rằng UFO là "loại tàu thám hiểm có các đặc tính "rắn chắc" và "mơ hồ"." Jessup còn "liên kết các di tích cổ với nền khoa học phi phàm thời tiền sử," những năm trước khi những tuyên bố tương tự được Erich von Däniken nêu lên trong tác phẩm Chariots of the Gods? và những cuốn sách khác.
Jessup đã viết thêm ba cuốn sách về đĩa bay với tên gọi UFOs and the Bible, The UFO Annual (đều xuất bản vào năm 1956), và The Expanding Case for the UFO (1957). Cuốn sau cho rằng hiện tượng Mặt Trăng thoáng qua bằng cách nào đó có liên quan đến UFO trên bầu trời Trái Đất. Kịch bản đĩa bay chính của Jessup giống với Trò lưa đảo Shaver do biên tập viên tạp chí khoa học viễn tưởng Raymond A. Palmer bày trò— mà cụ thể là các nhóm người ngoài hành tinh "tốt" và "xấu" đang can thiệp vào các vấn đề trên Trái Đất. Giống như hầu hết các tác giả viết về đĩa bay và cái gọi là người tiếp xúc UFO xuất hiện trong thập niên 1950, Jessup thể hiện sự quen thuộc với thần thoại thay thế của người tiền sử được phát triển bởi giáo phái Thông Thiên Học của Helena P. Blavatsky, bao gồm các lục địa thất lạc trong huyền thoại như Atlantis, Mu, và Lemuria.

## Cái chết
Jessup đã cố gắng kiếm sống bằng các tác phẩm viết về đề tài UFO, nhưng những cuốn sách tiếp theo của ông không bán chạy và nhà xuất bản đã từ chối một số bản thảo khác. Năm 1958, vợ ông bỏ rơi ông và bạn bè mô tả ông có phần không ổn định khi ông dọn tới thành phố New York. Sau khi trở về Florida, ông bị tai nạn xe hơi nghiêm trọng và chậm phục hồi, xem ra làm tăng sự tuyệt vọng của ông. Ngày 19 tháng 4 năm 1959, Jessup bắt liên lạc với Manson Valentine và hẹn gặp anh vào ngày hôm sau, tuyên bố đã tạo ra một bước đột phá liên quan đến một sự kiện được gọi là Thí nghiệm Philadelphia. Tuy nhiên, vào ngày 20 tháng 4 năm 1959, Jessup được phát hiện đã chết ở Quận Dade, Florida, với một vòi giữa ống xả và cửa sổ phía sau xe, làm cho chiếc xe bốc khói độc bên trong. Cái chết được thể hiện là một vụ tự sát. Một số người tin rằng "Hoàn cảnh tự tử rõ ràng của Jessup vẫn còn bí ẩn" và những nhà theo thuyết âm mưu cho rằng nó có liên quan đến kiến thức của ông về vụ "Thí nghiệm Philadelphia". Mặc dù một số người bạn tuyên bố rằng ông có thể bị buộc phải tự sát bởi "Vụ án Allende," những người bạn khác thì nói rằng một Jessup trong tâm trạng cực kỳ chán nản đã thảo luận về việc tự tử với bạn bè trong vài tháng trước khi tự sát.

## Sách xuất bản
- Jessup, Morris K. (1955). The Case for the UFO. New York: Citadel Press.
- Jessup, Morris K. (1956). UFO and the Bible. New York: Citadel Press.
- Jessup, Morris K. (1956). The UFO Annual. New York: Citadel Press.
- Jessup, Morris K. (1957). The Expanding Case for the UFO. New York: Citadel Press.